# 疾風戰士
《疾風戰士》（港譯：疾風無敵銀堡壘），日昇動畫製作的熱血運動機器人動畫，於1993年4月至1994年3月間在東京電視台播放，全52話，漫畫版分別由島本和彥與友衫達也負責，其後更推出OVA《在銀光的旗幟下》作為續集。

## 故事大綱
故事以未來世界為背景，人類不但與被稱為「鋼鐵球員」（Iron leaguer）的機械人和平共處並也創立鋼鐵聯盟而進行各種賽事，雖然如此，財閥黑金財團卻憑籍其勢力及其球隊「黑暗王子隊」，開創了破壞對手機體、為求取勝不擇手段的風氣，令鋼鐵聯盟因此失去運動精神。而眾多球隊中，就只剩下排在榜末的「銀色堡壘隊」（Silver Castel）繼續遵守堂堂正正的比賽方式，亦因此使球隊始終無法躋身更高的席位，直至有天黑暗王子隊的麥克雲地，因為無法忍受球隊作風而離開球隊，並且因為一位神秘球員‧馬林艾斯的勸導下而加入銀色堡壘隊，之後在銀色堡壘隊與黑暗王子隊一戰中陷入危機時，馬林再度出現並且加入球隊而讓銀色堡壘首次贏過黑暗王子，從這時開始不但讓銀色堡壘終於正式地往前邁向真正的第一步並且也逐漸吸引各路好手加入，讓他們決定要在決賽中贏過黑暗王子隊，來喚醒鋼鐵聯盟失去許久的運動家精神。

## 人類角色

### 銀色堡壘隊
銀城利卡特（聲優：有本欽隆(日本)；劉傑(台灣)；黃子敬（香港））
銀色堡壘隊真正老闆，呂莉的父親，曾是黑暗王子隊的鋼鐵運動員開發技師，白銀三兄弟製造者，也曾開發出全新驅動裝置「心靈裝置」，並應用在「白銀佛萊迪」(白銀先驅者)身上，其後被以為在實驗意外中身亡，但其實暗中活躍著並且為了流浪鋼鐵球員們而向銀色堡壘隊提出救援。
銀城呂莉（聲優：横山智佐(日本)；姜瑰瑾(台灣)；黃麗芳（香港））
利卡特的女兒，代替表面上已經身亡的父親接任老闆一職。性格直率單純，有時會有任性的表現。
OVA版中，被UN公司設計而被迫交出經營權，於是她一邊保護著象徵球隊權力的鑰匙，一邊要努力要把球隊要回來。
銀城艾德蒙（聲優：玄田哲章(日本)；李猶龍(台灣)；盧國權（香港））
利卡特弟弟、銀城的叔父，在銀色堡壘中擔任教練一職。洞察力極強，亦相當瞭解球員習性，對球員採取放任政策。
OVA版中，辭去教練位置並且到處尋找呂莉，之後加入真銀色堡壘隊擔任教練。
梅克廠長（聲優：坂東尚樹(日本)；夏治世(台灣)；林國雄→黃子敬→林國雄→梁耀昌（香港））
銀色堡壘的修理總監，猶如球隊的軍醫一樣，負責全部球員的維修保養。經常為球員們不顧傷勢奮戰而煩惱。
貝茲、小廣、波特、真理子
小廣（演：高乃麗(日本)：劉傑(台灣) ）、真理子（演：小山ゆかり(日本)；姜瑰瑾(台灣)）、貝茲（演：横山智佐）、波特、克里斯等五人。
從初期就是銀色堡壘的忠實支持者，與祖兒亦是好朋友。

### 黑金財團
紀洛奇（聲優：菅原正志(日本)；符爽(台灣)；陳曙光→黃子敬→陳曙光（香港））
黑金財團的老闆，財大勢大，他建立球隊「暗黑王子」，是個籍著運動競技，讓運動員透過卑鄙殘忍的作戰方式，挑選精英分子進行改造手術，繼而賣給宇宙軍火商，來作為外星球殖民地的戰爭工具，而從中牟利。由於黑金財團同時操控鋼鐵聯盟董事會的運作，令運動比賽變成殺戳戰場。不過隨著紀洛奇發現球員們的努力不懈，冷酷的心漸漸軟化，最終產生了對比賽的熱愛，成了忠實的球迷。
塞加爾（聲優：千葉一伸 (日本)；符爽(台灣)；招世亮（香港））
紀洛奇的兒子，表面上是一位電影明星並且擁以像是呂莉等許多粉絲，一方面其實與父親一樣，被稱為「黑暗貴公子」
只視運動員為工具而好幾此帶領流浪鋼鐵球員會抗銀色堡壘隊，並且還擁有對於失敗者毫不留情的冷酷一面，最終也被銀色堡壘隊感動而重拾對比賽的熱情。
克里斯
演：堀本等(日本)；李猶龍(台灣)；陳永信→招世亮→陳永信（香港）
黑暗王子隊教練。雖然一開始都執行粗暴的打法、但隨著黃金三兄弟的變化而也跟著變化。不但面對利用父親特權而成為球隊中的老闆的塞嘉爾的指示、依然勇於派出黃金三兄弟出賽、也在在看到黃金麥陷入強制引退的危機時也立刻放走他而擁有相當男子漢的一面。

#### 財團職員
X部門
諜報專門機關。為戴著面罩及寬帽的三人組，待在被電腦包圍的房間中操作偵查機或是分析44超音魔球的秘密以及啟動衝擊回路。
為了找出馬林艾斯的真面目而使用各種手段來收集情報。不過對於作為間諜的祖兒因為難以掌控而感到棘手。
有著會發出「哎呀呀」來表現出驚呀的獨特說法方式並且會因此進行更強烈的情報戰。雖然言行和服裝都相當搞笑不過執行任務方面卻相當冷靜並且多次負責執行髒活。
V部門
工作活動專門機關。由兩個長相兇惡的人與X部門共同要打倒銀色堡壘並且常常和祖兒接觸，但出場反而沒有X部門多。
黑暗貴公子的隨從
分別叫作繆赫和荷莉。是黑暗貴公子的隨從。負責和流浪鋼鐵球員交涉及傳達他的命令、有時也會進行脅迫的工作。

### 主播
茱蒂・愛蘭德
演：小山ゆかり(日本)；姜瑰瑾(台灣)；蔡惠萍→林元春→蔡惠萍→林元春（香港）
女記者，特徵是眼睛上有一個星星的油彩並且留著粉紅色的頭髮。也是麥克的大粉絲。
主播
演：山崎巧(日本)；劉傑(台灣)；林保全（香港）
負責播報賽事的現場主播。本名不明，特徵是臉上化著像是小丑的妝。基本上播報方式是只要能帶動氣氛什麼都好、所以對於黑暗王子隊的粗暴打法或銀色堡壘隊的公平打法都會加以喝彩。
英賽特・羅卡錫
演：張英才→林國雄（香港）
和主播一起搭檔的球評。喜歡不斷進行稱讚黑暗王子隊而貶低銀色堡壘隊的解說方式。但到故事後半段卻完全消失、最終回以觀眾身份登場。不曉得何時喜歡上了公平的打法並且還因此和支持銀色堡壘隊的孩子們一起熱烈地為它們加油。
OVA版中則是再度和主播搭檔並且成為銀色堡壘隊的球迷，但似乎還是會為粗暴打法所吸引。

## 鋼鐵選手角色
人類在經過長時間後所製作的自立思考型超AI機器人。在這些和人類的情感沒有太大差別的機器人中、有專門用來進行運動比賽的鋼鐵球員。
鋼鐵球員們最初、各自屬於開發它們的企業球隊並由球員們和球隊簽約而在一定期間內為他們打球。契約結束後，可以選擇不打球或是和其他球隊簽約、然後由球隊提供吃住(初期契約階段中還會付給它們薪水)。大部分的球隊由他們的企業結合新血和新技術而在不同運動中比賽、但例外的也有球隊只打一種比賽(如銀色堡壘隊)。
鋼鐵球員們生來就會被特化成不同種類的構造。外表隨著運動的不同，而可以讓人知道它所從事的運動。另外同樣的運動中也分為有一般球員或是外表和性能都被加以特化的球員(如棒球中會有專門投球或專門打擊的球員、足球中則會有專門守門的球員或專門進攻的前鋒球員)。雖然球員們的基本構造都加以統一化而可以參加不同的比賽、但也會有分成個人擅長或不擅長的差別。在生產後，還可以依據本人想法而對機體加以強化升級。
一些鋼鐵球員的特徵
- 曲棍球選手＝腳上裝有可以溜冰的刀刃、體內中有可以發射曲棍球的標準裝備。由於一直彎著腰(曲棍球中的守門員動作)而比一般球員還矮
- 足球選手ー＝慣用腳上裝有噴射器。其他部位則是加以輕量化。
- 水中運動選手＝裝備有蛙鞋。
- 籃球選手＝跳躍力比一般球員還高。

### 銀色堡壘隊球員
馬林·艾斯（Magnum Ace，聲優：松本保典 港﹕李錦綸 台：劉傑）
棒球鋼鐵球員，由銀城·利卡特製造，前黑金財團的皇牌投手「白銀佛萊迪」(白銀先驅者)，也是首個利卡特試驗新驅動裝置「心靈裝置」的鋼鐵球員。後來被黑金財團強行改造成士兵，並參與武器商會發動、以掠奪小行星資源為目標的戰爭。雖然經過洗腦改造，但在戰場中意外恢復記憶，想起利卡特賦予他的使命而令他決心返回地球，透過參加鋼鐵聯盟比賽，對抗黑金財團的不法行為。最後他遇到銀城·利卡特，繼而在他安排下，加入銀色堡壘隊。
深受同伴愛戴、擁有百折不撓的個性，堅信堂堂正正的比賽方式。
名句包括「能磨鍊鋼鐵球員的，就只有鋼鐵球員！」
必殺技：44超音魔球（44 Sonic）、44火焰超音魔球(44超音魔球 火焰燃燒)、44方形魔球(44 square, 港繹「44超音平方球」)、小行星加農炮（Astroid Cannon，港繹「新星重砲魔球」）
合體技﹕火鳥魔球、超級新星魔球、超新星爆炸魔球
麥克·雲地（Mach Windy，聲優：置鮎龍太郎 港﹕何國星 台﹕夏治世）
足球鋼鐵球員，前黑金財團球員，因不屑球隊卑劣作賽的作風，轉而加入銀色堡壘隊。個性熱血衝動，對正義極為執著，不過相當重視友情，對新成員亦相當照顧。也是銀色堡壘隊中的球星。OVA版中，離開已變質的銀色堡壘隊，四處尋找同伴，秉持銀堡壘堂堂正正作賽的原則，組成真銀色堡壘隊。
必殺技：麥克炫風球(Mach Spin, 港繹「疾風旋轉球」)
合體技﹕火鳥魔球、超級新星魔球、超新星爆炸魔球
坎文/布坎文／布魯亞曼（Bull Armor，聲優：茶風林 港﹕郭志權→蘇強文→郭志權 台﹕符爽）
美式足球鋼鐵球員，由於設計錯誤，一旦被激怒，便會進入暴走狀態，曾因此而重創敵我雙方球員，而非常內疚，便選擇到鋼鐵聯盟醫院工作。後得馬林·艾斯信任下，在比賽中將設計錯誤的回路燒燬，得以克服障礙。以最強的防禦力見稱，球賽中通常擔任防守工作，例如球門等等。性格溫和，與小朋友相處融洽，但在強悍外表下，卻相當膽小。
合體技﹕火鳥魔球、超級新星魔球、超新星爆炸魔球
太郎（Jūrōta Kiwami，聲優：山口勝平 港﹕陳欣 台﹕姜瑰瑾）
劍道鋼鐵球員，為追求極致劍法，獨自一人在深山中進行修煉。從電視直播中看到馬林·艾斯投出「44超音魔球」後，使他下決心與馬林決鬥。結果兩人不分勝負，而十郎太在馬林一番陳詞後，也加入成為銀色堡壘隊一員。
性格冷靜寡言，有超於常人的縝密心思與分析能力，一旦遇到強者，便會燃起與之決鬥的熱忱。除劍道外，同時善於繪畫及書法。
名句包括「風起了…」、「我的修行仍然不夠」
武器﹕慕天劍
必殺技：水月劍、冰月劍
合體技﹕超級新星魔球、超新星爆炸魔球
祖兒/湯祖兒（Top Joy，聲優：小杉十郎太 港﹕林保全→冯锦堂 台﹕姜瑰瑾）
原本是黑金財團的籃球鋼鐵球員，因為球賽中經常失敗，被X機關派遣為潛入銀色堡壘隊的間謀。不過受到馬林等同伴影響後，對黑金財團的所作所為，亦逐漸懷疑。直到GZ在極地中揭穿身份後，即使明知已令同伴失望，亦堅持將硝基油帶回，眾人受到他的誠意感動，也冰釋前嫌。
性格好動樂天，深受小朋友歡迎。
胸前表面上是與兩肩喇叭成一套的音響組合，實際上內藏燒錄功能，可將祖兒在銀色堡壘隊所拍攝的情況寫進光碟中。
必殺技：天馬銀河大射籃(港繹「天馬行空穿針射球」)
合體技﹕火鳥魔球、超級新星魔球、超新星爆炸魔球
龍健（Kiai Ryuken，聲優：堀川亮 港﹕招世亮 台﹕符爽）
空手道鋼鐵球員，也是銀色堡壘隊最早的骨幹成員之一。出生於一間小型機械工場，後來被誤送往銀色堡壘隊。本來是為了對應空手道的格鬥戰鋼鐵球員，因此令他在棒球賽，始終表現平平，及後更因為祖兒的慫恿，一度失去自信而離開。結果在出生工廠中為了救出老闆，首次發動潛在力量。
性格溫文敦厚，為了令實力追上同伴，亦願意將勤補拙。
龍健是利卡特在馬林艾斯以後，第二個裝備心靈裝置的鋼鐵球員。而額上的徽章，在盛怒時會顯示出「怒」的字樣，而心靈裝置發動時，則變成「心」，力量飛躍提升。
必殺：龍天腳、龍鐵拳(港繹「怒火龍拳」)
合體技﹕火鳥魔球、超級新星魔球、超新星爆炸魔球
GZ（GZ，聲優：堀之紀 港﹕林保全→陳卓智 台﹕夏治世）
冰上曲棍球鋼鐵球員，與馬林同樣被改造成士兵，但GZ因為自身實力，被黑暗財團招攬為僱傭兵。一開始與馬林等人的銀色堡壘敵對到後來逐漸認同馬林等人而成為最後一位加入銀堡壘的競技人。唯一保留士兵外觀的成員。
因為GZ的臉色都很難看常常嚇到人，但在龍健的鼓勵下，最後也受小朋友喜愛。
必殺：殲敵閃光彈
合體技﹕超級新星魔球、超新星爆炸魔球
席爾吉/史奇(シルキー)
演：菅原正志 港﹕林國雄→梁偉德
銀堡壘早期成員，球隊編號「1」，以粉紅色為塗裝並且和其他量產機不同的是，屬於守門員型。
皮克
銀堡壘早期成員，球隊編號「2」。
龍健(詳情可參考「七人之勇者」)
銀堡壘早期成員，球隊編號「3」。
巴多
銀堡壘早期成員，球隊編號「4」。、
比多
銀堡壘早期成員，球隊編號「5」。
羅尼
銀堡壘早期成員，球隊編號「6」。
林奇
銀堡壘早期成員，球隊編號「7」。
波比
銀堡壘早期成員，球隊編號「8」。
卡爾
銀堡壘早期成員，球隊編號「10」。
傑克
銀堡壘早期成員，球隊編號「9」，故事開始時已退出球隊。
吉姆
銀堡壘早期成員，球隊編號「11」。故事開始時已退出球隊。

### 黑金財團(黑暗王子、黑暗國王隊、黑暗第一隊)
鋼鐵聯賽中，財雄勢大的大財閥，經營球隊參賽，目的只為吸引軍火商會購買競技人，因此縱容球員以卑鄙暴力手段進行比賽，更將當中最優秀的競技人改造成兵士，包括馬林艾斯、GZ、黃金三兄弟都曾接受改造。

#### 黃金三兄弟
分別是棒球・足球・棒球種類的兄弟球員。是銀色堡壘隊最初的對手、長男黃金貝與馬林、次男黃金寶和麥克有相當的緣份。雖然雙方因為互相戰鬥而萌生出友情、但卻因為不服從命令而被強制退休、一度離開鋼鐵聯盟的舞台。以後三兄弟就一邊到處修行一邊邊幫助找尋利卡特的銀色堡壘隊並且在世界冠軍賽中成功回到黑暗王子隊。
黃金貝/戈爾咸堡/黃金腕（GoldArm，聲優：梁田清之(日本)、黎偉明（香港）、符爽(台灣)）
黃金三兄弟大哥，曾受教於仍是白銀先驅者的馬林艾斯。出場初期個性暴戾，相當自視，經常令身邊球員，不分敵我受到重創。後來在與馬林艾斯對賽後，才改變性能決定一切的想法，明白到只有本著運動家精神，才可以超越極限。修行期間，覺悟出馬林艾斯絕技「44超音魔球」。
故事中段被強制退休，其實是為了改造成戰鬥兵器鋪路。在掩護小弟黃金麥逃離後，與弟弟黃金寶都遭到改造，被強制重設AI和記憶。
必殺技﹕螺旋屠殺球、44超音魔球
合體技﹕大龍捲風暴、終極龍捲風射門
黃金寶/戈爾多拔/黃金腳（GoldFoot，聲優：立木文彦(日本)、郭志權→林國雄→郭志權（香港）、劉傑(台灣)）
黑暗王子隊的足球賽的王牌前鋒。三兄弟的二哥、原來和麥克是搭檔。但由於麥克退團後加入銀色堡壘隊、因此反過來痛恨它們並且不擇手段要來破壞銀色堡壘隊、但隨著與它們的戰鬥而對公平的打法開始覺醒、於是堂堂正正地向它們提出挑戰。
臉上的傷是在新人時代，受傷沒有修理所致的結果。是兄弟中唯一的足球球員並且在足球賽中以他為主體而行動。不但在足球方面、在棒球守備和空中移動方面也都很活躍
合體技﹕大龍捲風暴、終極龍捲風射門
黃金麥/戈爾麥基/黃金面具（GoldMask，聲優：太田真一郎(日本)、馮錦堂→魏惠文→馮錦堂（香港）、夏治世(台灣)）
黑暗王子隊的棒球球員，三兄弟的小弟。人如其名，由於有著帥氣的臉孔而很受到女孩子歡迎、但卻因為使用激烈的粗暴打法而有著「恐怖貴公子」的稱號。
經常和哥哥一起行動、就算是踢足球賽也都跟著哥哥們的後面。由於強制引退的騷動，使它說出「我只要是為了大哥們，什麼都願意做」而表現出它對哥哥們的仰慕。隨著和銀色堡壘隊的戰鬥，而逐漸變成正統派的球員並且也因為不用逞兇鬥狠而讓聲音跟著變的相當平靜。
口頭禪是「我是棒球球員呀!」。作中雖然積極表示自己是棒球球員、但和其它球員不同的是沒有自己的必殺技。這個心情在廣播劇CD・撞球戰中因為大叫出不同的招式名稱、而成為鋼鐵球員界中首屈一指的名言。
在Game Boy版中，因為黃金貝VS馬林的棒球比賽進入延長賽、於是指定祖兒和它比賽籃球。
合體技﹕大龍捲風暴、終極龍捲風射門

#### 戰士兄弟／白銀三兄弟
在世界冠軍賽中突然出現在黑暗第一隊的新人鋼鐵球員兄弟。雖然屬於黑金財團，但卻以『堂堂正正』的態度來比賽、還因此感化整個球隊而改變它們的比賽打法。
真面目則是紀洛奇為了在世界冠軍賽作為秘密兵器而叫回來的鋼鐵士兵、也就是10年前遭到強制引退而離開黑金財團的足球・曲棍球・棒球賽中各個王牌的白銀三兄弟的長男和次男、還是銀色堡壘隊的馬林的哥哥們 (配戰士阿諾的佐藤政道在受訪時、說出這三個人是兄弟的事情在一開始的劇本中根本沒寫、直到後半段才知道這件事情。而配馬林的松本保典也是一樣)。雖然沒能從紀洛奇身上得知馬林就是自己的弟弟、但即使知道後，也依然貫徹自己作為鋼鐵球員的靈魂。
在OVA『在銀光的旗幟下』中、從卡雷特台詞中能知道它們在士兵時代的名字是『JST』・『GTO』。
白銀傑斯提斯/法德斯別治／戰士雪碧（Fighter Spirits/Silver Justice，聲優：中田讓治(日本)）
白銀三兄弟大哥，戰士兄弟的大哥。
必殺技﹕X日光魔球
白銀卡蘭/法德艾諾／戰士阿諾（Fighter Arrow/Silver Galant，聲優：佐藤政道(日本)）
白銀三兄弟二哥，戰士兄弟的弟弟。不會稱呼自己的哥哥為哥哥、所以和自己的大哥與小弟不同的是，沒有那種兄弟間的固有態度。
白銀佛萊迪／白銀先驅者（Silver Frontier，聲優：松本保典(日本)：劉傑(台灣)）
白銀三兄弟三弟，參考「銀色堡壘隊」中馬林艾斯介紹。

#### 各黑暗集團所屬
薩奇多古/金鋼鐵頭(スーパーヘッド)
演：坂東尚樹(日本)：夏治世(台灣)
黑暗王子隊的新進鋼鐵求員。將其頭部製作成像鐵鎚一般。後頭部則有像是手槍的鐵鎚般的機關。必殺技這是用這頭部所打出的頭鎚「頭槌重砲」。
當初和黃金三兄弟處不來、但之後幫助他們而完成了四人的合體必殺技。但由於違逆賽加爾而被兩台シャーキードーグ施以電撃攻撃を、最後在放出頭槌重砲後、被炸死。
必殺技﹕頭槌重砲
合體技﹕終極龍捲風射門
弗拉夏(フラッシュキッド)
演：中多和宏(日本)：劉傑(台灣)
黑暗王子隊的曲棍球球員。在藍色霍斯戰中，施展過從腳部伸出刺針、大叫一聲「去死吧！」而滑入到一壘的粗暴打法。但反而讓戰士兄弟相當不高興、而跑去要求教練應該排除這種打法。不過最後喚醒他要公平比賽，而與戰士兄弟和黃金三兄弟以起使出ライトニングクラッシュ。
希魯東(ヒルトン)
演：不詳
黑暗王子隊的曲棍球球員。在世界冠軍賽棒球賽最終戰以第7棒身分登場。
ダンクガンズ
演：山崎巧
前籃球球員。假裝要進行街頭籃球、企圖消滅馬林。之後由於黃金三兄弟將要被改造成鋼鐵士兵、於是變成要阻止去拯救它們的馬林等人，但卻被打倒。戴著像是頭盔的頭部零件，而頭部則是相當細長。總共有紅、藍、黃三種顏色、作為首領的紅色會有像是唸俳句的講話方式。由於無法消滅馬林而被黑金財團捨棄、之後與重生的喀巴拉一起努力成為籃球球員。
警衛機器人
有著警察打扮的機器人。配備機槍而負責警備工作。
黑金財團鋼鐵球員們
為各球隊中輔助像是黃金三兄弟等有名選手的量產型鋼鐵球員。由於黑金財團的方針而在比賽中持續進行著粗暴的打法、但也背負著當新型球員進入就要被加以廢棄並且改造成鋼鐵士兵的悲傷命運。雖然是做為反派方的角色、但也有和馬林等人一樣對不同運動相當執著的球員們、32話中則有作為盜賊西斯雷的手下而將本身的運動專長當作道具（如使育補手手套或曲棍球棍）來使用的鋼鐵球員們登場。然後作為棒球球員的黃金麥以及作為足球球員的黃金寶則因為有簡略化的設計、而被認為身體的大部分是用同一種零件所組合成的。

#### 賽加爾/黑暗貴公子所屬
鯊魚狗軍團(シャーキードーグ軍団)
以賽加爾手下身分和銀色堡壘隊對戰的軍團、但由於黃金貝及黃金三兄弟的反抗而輸掉比賽、而讓全體被廢棄掉。是本作中唯一在比賽中成功破壞鋼鐵球員的球員。
瓦魯丘雷隊(ワルキューレ隊)
被植入了銀色堡壘隊的所有資料並且還複製了他們所有的絕技。在銀色堡壘隊對対シャーキードーグ戰中，將它們的『ライトニングクラッシュ』加以複製而施展出來。沒有感情回路、能用一絲不亂的統率來行動。但在最後其鋼鐵球員魂被喚醒、而在提供全部的能源給黃金三兄弟後全部倒下。
獵人球員(ハンターリーガー)
為了討伐阿爾卡德而被賽加爾帶領的球員們。安裝火炎放射器。有多台登場並且其中有兩台感染「伊莉莎白誘惑」的電腦病毒，而變成吸血鬼。
薩亭13(サーティーン)
聲：水內清光
高爾夫球球員。能打出各種變化球。因為它的技巧造成銀色堡壘隊多次陷入困境、最後則是輸給馬林並且理解到銀色堡壘隊的羈絆、而離開黑暗貴公子。額頭上寫著G的文字、由於名字是「G13」加上能自在地以高爾夫球進行狙擊的設定，而被認為是以名作‧哥爾哥13的主角為原型。
必殺技:薩亭陰魂球
威士伯(ウイッシュボーン)
演：水內清光
水球球員。在海克多‧帕斯卡島中帶領同種類的球員們所組成的威士伯部隊戰鬥。背号2號。配色為橘色並且長的像是石狗公魚一樣。到海克多‧帕斯卡島編前是唯一留下來的流浪球員、在海克多‧帕斯卡島篇以前雖然有看到和它同種造型的隊友出現但卻沒有以它為主的故事情節、和同種類球員的差別雖然在背號，但在26話的黑暗貴公子的流浪球員部隊終結場景中卻沒有它的出現、似乎待遇不太好的樣子。
維爾多克
必殺技﹕烈火燎原魔球
迪士提(デステニー)
聲：藤原啟治
網球球員。在海克多‧帕斯卡島中率領著同種類的球員們所組成的網球隊來守護最後一關。
必殺技有『超級輪轉大殺球』『超級輪轉閃電大殺球』。
納卡勒(ナッカラー)
演：菅原正志
空手道球員。在黑暗貴公子手下等同於領袖一般。在海克多‧帕斯卡島中率領同種類的球員們所組成的納卡勒隊守護第一關、但輸給龍健的龍氣拳而讓能源全被奪走。在輸掉後向貴公子請求再戰卻被他捨棄掉並且被利卡特加以回收。
雷因特(グレイリンク)
演：山崎拓海(日本)：符爽(台灣)）
籃球球員。有簡單的飛行能力。在海克多‧帕斯卡島中帶領同種類的的球員們所組成的『雷因特部隊』戰鬥。
必殺技是頭部內藏的『鐵頭爆烈怪手』。
馬度千(マドチェン)
演：山崎拓海(日本)：劉傑(台灣)
美式足球球員。在海克多‧帕斯卡島中帶領同種類的的球員們所組成的『馬度千部隊』戰鬥。雙肩裝備有鏈鋸。雖然身體配色相當土但頭上的裝飾和身體的油彩卻相當華麗。帶領同種類的的球員們所組成的『長程本陣攻擊』和坎文對峙。在海克多‧帕斯卡島篇前，也多次面對銀色堡壘隊、但在海克多‧帕斯卡島中的配色卻有所差異（在海克多‧帕斯卡島篇前是紅色。在海克多‧帕斯卡島戰時只有它是土色，而手下是紅色﹞。

#### 鋼鐵士兵
被強制引退後，改造成戰鬥用士兵的鋼鐵球員的悲慘模樣。總共分成淡茶色且有著相當巨大的外表和淡紫色而有幾分洗練造型兩種。共裝備有光線槍、飛彈或巴爾幹砲等武器。
S-XXX（エス スリーエックス）
演：菅原正志
為了測試其性能和展示，由黑暗王子開發並且送入鋼鐵聯盟要來對戰銀色堡壘隊試作型戰鬥兵器，體積巨大，而且火力強橫。
在銀色堡壘隊和藍色天使隊的比賽中登場、但由於被系統局限，只顧消滅馬林而在比賽中失控並且進行無差別攻擊、最後被馬林在無奈下加以破壞掉。而其展現的破壞力也被軍火商認為符合標準、而決定加以量產。

### 其他球員

#### 流浪鋼鐵球員
因為種種原因而離開鋼鐵聯賽，從此自暴自棄的鋼鐵球員。雖然黑暗貴公子‧賽加爾一心拉攏，但在銀色堡壘隊努力下，逐漸令他們醒悟並且重燃返回聯賽的鬥心。
喀巴拉
演：大塚芳忠
籃球球員。因為害怕受到廢棄而跑到叢林中並且因此野化、以比賽來破壞其他機器人來吸取它們的能量過活。後來被祖兒打敗後，而找回過去的自尊心並且和叢林的居民一起生活
荒野飛鷹
演：大塚明夫
棒球球員。過去是擁有「優勝保證人」的王牌投手，但因為性格自傲而受同伴排斥並且與球團對立，而引退成為流浪鋼鐵球員並且也將自己過去用來投出必殺魔球的右手加以封印。
但在與銀色堡壘隊一戰中找回對比賽的熱情、於是再次重回鋼鐵聯盟比賽並且加入紅色飛翔隊，而在世界冠軍賽的第二場第7戰中再次和馬林對決。
必殺技：「燃燒彗星」
戴斯(デウス)
演：佐藤正治(日本)；符爽(台灣)；蘇強文→鄺樹培（香港）
原黑金財團的排球球員。雖然被開發成可飛行的鋼鐵球員、但在試用階段中由於相當耗油、所以一起遭到放逐並且因此無法加入其他球隊。後來被可以回到黑金財團的條件所吸引而與銀色堡隊對決。雖然在這一戰中受到銀色堡壘隊感化而成為他們的同伴、但其實是要藉此來欺騙銀色堡壘隊、而想要在比賽搏得它們的同情來趁機反擊贏得勝利，而也有相當黑心的部分。（因此被黃金貝稱他們是「是群就算到了AI底端都沒有運動家精神的傢伙們」。）
戴克戴森(ダイクダイソン)
演：鈴木清信
拳擊選手。雖然擁有高超的實力、但由於外表太不顯眼而且是舊機型，於是在新機型出來為了不要被廢棄而逃走。從那之後的二十年來都一直躲在山洞中。
在龍健比賽過後正式退休並且也進行敲鐘十下的正式退休儀式。之後下山並且決定步向新的道路。
西斯雷
演：辻親八(日本)：符爽(台灣)
有著阿拉伯風打扮的劍術選手。在砂漠上操控地上船、他和數名同樣打扮的直屬部下們以及從黑金財團那邊逃走的球員一起洗劫黑金財團的運輸車。有著能以圓月彎刀所使出的「月圓之劍」和十郎太打成平手的實力。有一段時間利卡特也以技師的身分和它一起同行。
海爾斯帕隊(ヘルスパーズ)
史帕奇（演：山崎たくみ）、利貝隆（演：山形ユキオ）、史托雷克（演：櫻井敏治）、米迪（演：北島淳司）四人所組成的足球球隊。雖然是被棄置的採礦用機器人、但後來被加以改造而成為鋼鐵球員。
由於想要變成和馬林一樣強而拼命練習。但它們的心卻被賽加爾掌握、而被裝上洗腦用的強化零件讓它們成為對銀色堡壘隊的刺客。但被前來幫忙的黃金三兄弟加上雲地的必殺技『螺旋龍捲風』而使它們回復正常。
必殺技是以球場上的火山噴火口噴出的岩漿所用出『岩漿大衝擊』。
阿爾卡德 (アルカード)
演：若本規夫(日本)：劉傑(台灣)
曲棍球球員。由於被「伊莉莎白的誘惑」的電腦病毒感染、而吸血鬼化並且威脅到周遭居民並且拜託黑暗貴公子來討伐它。而黑暗貴公子的兩個手下加上GZ也都因為被它吸血而成為吸血鬼、一度讓銀色堡壘隊相當苦惱。後來開發出疫苗才使GZ免於被陽光消滅的危險，但也讓阿爾卡德因此消失在世界中、但在世界冠軍賽開幕後卻可以看到它依然活著(理由不明)。
噴射西打(ジェットセッター)
演：岸野幸正(日本)：劉傑(台灣)
美式足球球員。雖然過去是坎文的隊友、卻因為被坎文失控所傷而離開球界。
後來由於這份憎恨而扭曲了它的性格並且舉辦了以鋼鐵球員的生命為賭注的「死亡競賽」、但卻見到坎文後，被它和祖兒的友情所感動、而發誓要重回鋼鐵聯盟。之後並且與其他球員們組成美式足球隊。
安普(アンプ)
演：高山南(日本)：姜瑰瑾(台灣)；雷碧娜（香港）
保齡球球員。過去和雙胞胎姐姐瓦特搭檔比賽、但卻被粗暴打法所傷、於是離開球界而成為警官助理(嚴格來說並非流浪鋼鐵球員)。必殺技為『女王之心』，而和瓦特的合體必殺技為『雙胞胎飛鳥超級球』。
瓦特(ワット)
演：安達忍(日本)：姜瑰瑾(台灣)；陸惠玲（香港）
保齡球球員。過去和雙胞胎妹妹安普搭檔比賽、卻被粗暴打法所傷、而成為流浪鋼鐵球員並且為了替自己的小弟報仇而向銀色堡壘隊挑戰。原本的必殺技是『打轉閃光火藥大轟炸』，但在找回了身為鋼鐵球員的榮耀後而改用『打轉閃光球』。OVA版則以必殺技『打轉閃光夢幻球』而在棒球賽中活躍著。

## 登場球隊和所屬企業

### 銀色堡壘隊
十年前由銀城利卡特設立的足球隊。在加入聯盟後只比賽足球。但由於利卡特裝死而讓所有權移轉到自己女兒呂莉身上。雖然被老闆會議決定他們要參加棒球比賽、但卻能夠不認輸地繼續邁進。由於球隊就像是大家族一樣、而讓銀色堡壘隊充滿溫馨的氣氛。
成員有一開始的八人加上之後的六人所組成的十四人隊伍。雖然有半數以上的成員只會踢足球、但透過其他擅長不同運動的球員的互補而可以不斷克服迎面而來的困境。

### 黑金財團
事實上統治整個鋼鐵聯盟的大企業。除了運動外也經營不同事業。
隨著一些世界首屈一指的大財團、為了在宇宙中找尋礦物資源而不斷挑起企業間著戰爭、而需要許多鋼鐵士兵、因此黑金財團會不斷地將新型鋼鐵球員引聯盟而將舊型的球員們賣給他們、還把聯盟的比賽當作是示範這些頂級球員們的展示台、而擁有將鋼鐵球員變成鋼鐵士兵送入戰場的死亡商人的一面(因為是超級秘密等級、所以一般的職員都無法了解這些事情)

## 相關用語
強制引退
會將所屬的鋼鐵球員不顧意願地強制退休（表面上會對外表示是自願退休）並且封印其記憶改造成鋼鐵士兵而送入宇宙戰場上。特別是在比賽中表現優異的球員還會被高價買來當作指揮官機、也會將新機型引入聯盟而同時讓舊機型跟著退休
回路衝擊
黑金財團所製造並且放在所屬球員內的零件、是個可以讓球員感到劇痛的回路。不但會對叛逃的鋼鐵球員使用，在它們因此無法動彈時還會加以引爆掉。隨著發動的等級、痛苦也會有所差別。了解這個零件存在的人相當少、會隨著不同球員而放在不同的可以不會故障又不會阻礙其動作的位置裡。本作中則是多次描述藏在胸部位置。
老闆會議
為參加鋼鐵聯盟的球隊老闆所組成的會議。事實是由黑金財團的紀洛奇控制這個會議、並且以其影響力而作出對他有利的「決議」、而幾乎所有老闆和議長都不能反抗所作的決定。只有不跟隨黑金財團起舞的銀色堡壘隊因為一直未受通知，而老是在缺席狀態並且因此受到各種不利的狀況。

## 工作人員
- 企画:日昇動畫
- 原作：矢立肇
- 系列構成：五武冬史
- 角色設定：二宮常雄
- 機械設定：大河原邦男
- 美術監督:東潤一、朝倉千登勢
- 撮影監督:桶田一展、藤倉直人
- 音樂:和田薫
- 音響監督:小林克良
- 導演:アミノテツロー
- 設定協力:スタジオぬえ、島本和彦、石垣純哉 他
- 製作人:池田朋之→岩田圭介(東京電視台)・小水流正勝(創通)・南雅彦(日昇動畫)
- 製作:東京電視台・創通・日昇動畫
- 著作:(C)1993 SUNRISE INC.・東京電視台

## 主題曲
- 片頭曲「アイアンリーガー～限りなき使命」

作詞：白井覚 作曲：由比正雪 歌：谷本憲彦（現・速水けんたろう）
- 片尾曲（1～26話）「Dreamy Planets」

作詞：真々花子 作曲：由比正雪 歌：横山智佐
- 片尾曲（27～51話）「我等！アイアンリーガー」

作詞：白井覚 作曲：由比正雪 歌：松本保典・置鮎龍太郎）
- 插入曲（52話ED）「WITH～友よ共に」

作詞：真々花子 作曲：由比正雪 歌：谷本憲彦

## 播放標題
| 話数 | 標題                               | 劇本           | 分鏡                    | 導演             | 作画監督          | 放映日         |
| ---- | ---------------------------------- | -------------- | ----------------------- | ---------------- | ----------------- | -------------- |
| 1    | 俺の名はエース!                    | 五武冬史       | アミノテツロー          | 織田美浩         | 本橋秀之          | 1993年4月6日   |
| 2    | 俺たちの初勝利!                    | 五武冬史       | 西村純二                | 守岡博           | 本橋秀之          | 1993年4月13日  |
| 3    | 目をさませケンカ牛                 | 會川昇         | 谷田部勝義              | 谷田部勝義       | 杉浦幸次          | 1993年4月20日  |
| 4    | 魔球44(フォーティーフォー)ソニック | 會川昇         | まつもとよしひさ        | まつもとよしひさ | 柳沢哲也          | 1993年4月27日  |
| 5    | 対決! 剣と魔球                     | 五武冬史       | 今西隆志                | 今西隆志         | 山本泰一郎        | 1993年5月4日   |
| 6    | 奇跡を呼ぶ最終打席                 | 外池省二       | 赤根和樹                | 織田美浩         | 本橋秀之          | 1993年5月11日  |
| 7    | 謎の新人トップジョイ               | 山口亮太       | 西村純二                | 守岡博           | 本橋秀之 飯飼一幸 | 1993年5月18日  |
| 8    | リュウケンがんばる!                | 稲荷昭彦       | 谷田部勝義              | 谷田部勝義       | 杉浦幸次          | 1993年5月25日  |
| 9    | ストリートバスケの罠               | 會川昇         | まつもとよしひさ        | まつもとよしひさ | 柳沢哲也          | 1993年6月1日   |
| 10   | マグナムエースの秘密               | 山口亮太       | 渡辺信一郎              | 渡辺信一郎       | 山本泰一郎        | 1993年6月8日   |
| 11   | 暴走のフィールド!                  | 稲荷昭彦       | 高瀬節夫                | 高瀬節夫         | 本橋秀之 飯飼一幸 | 1993年6月15日  |
| 12   | 遭遇! 奴の名はGZ                   | 五武冬史       | 織田美浩                | 織田美浩         | 本橋秀之          | 1993年6月22日  |
| 13   | 燃える大氷原                       | 會川昇         | まつもとよしひさ        | まつもとよしひさ | 柳沢哲也          | 1993年6月29日  |
| 14   | 激突!七人の勇者                    | 外池省二       | 谷田部勝義              | 大畑清隆         | 杉浦幸次          | 1993年7月6日   |
| 15   | 傷だらけの激走!                    | 山口亮太       | 高瀬節夫 西村純二       | 高瀬節夫         | 本橋秀之          | 1993年7月13日  |
| 16   | 嵐が呼ぶ必殺シュート               | 稲荷昭彦       | 赤根和樹                | 赤根和樹         | 吉松孝博          | 1993年7月20日  |
| 17   | 命懸けの大挑戦!                    | 五武冬史       | アミノテツロー          | 織田美浩         | 本橋秀之          | 1993年7月27日  |
| 18   | 輝け! シルバー魂                   | 會川昇         | 織田美浩                | 織田美浩         | 本橋秀之          | 1993年8月3日   |
| 19   | ゴールド三兄弟の逆襲               | 外池省二       | まつもとよしひさ        | まつもとよしひさ | 柳沢哲也          | 1993年8月10日  |
| 20   | 閃光のシュート炸裂!                | 稲荷昭彦       | 渡辺信一郎              | 大畑清隆         | 山本泰一郎        | 1993年8月17日  |
| 21   | 地獄からの最強部隊                 | 山口亮太       | 西村純二                | 高瀬節夫         | 本橋秀之          | 1993年8月24日  |
| 22   | 限りなき大勝利                     | 山口亮太       | 赤根和樹                | 赤根和樹         | 杉浦幸次          | 1993年8月31日  |
| 23   | 悪夢の強制引退                     | 會川昇         | まつもとよしひさ        | まつもとよしひさ | 柳沢哲也          | 1993年9月7日   |
| 24   | 蘇れ! 炎のライバル                 | 會川昇         | 織田美浩                | 織田美浩         | 神志那弘志        | 1993年9月14日  |
| 25   | 自由への大脱出                     | 五武冬史       | 西村純二                | 久米一成         | 本橋秀之          | 1993年9月21日  |
| 26   | 新たなる使命!                      | 五武冬史       | 大畑清隆 アミノテツロー | 大畑清隆         | 本橋秀之          | 1993年9月28日  |
| 27   | 戦え! 密林バスケ                   | 山口亮太       | まつもとよしひさ        | まつもとよしひさ | 柳沢哲也          | 1993年10月5日  |
| 28   | 熱球のダイヤモンド                 | 稲荷昭彦       | 赤根和樹                | 山本泰一郎       | 山本泰一郎        | 1993年10月12日 |
| 29   | 電撃アタック作戦                   | 會川昇         | 西村純二 久米一成       | 久米一成         | 本橋秀之          | 1993年10月19日 |
| 30   | GZ危機一髪!                        | 外池省二       | 織田美浩                | 織田美浩         | 杉浦幸次          | 1993年10月26日 |
| 31   | 幻のチャンピオン                   | 五武冬史       | まつもとよしひさ        | まつもとよしひさ | 柳沢哲也          | 1993年11月2日  |
| 32   | 熱砂の大盗賊                       | 山口亮太       | 大畑清隆                | 大畑清隆         | 神志那弘志        | 1993年11月9日  |
| 33   | 炎熱の秘密兵器                     | 稲荷昭彦       | 篠原俊哉                | 浦田保則         | 山本泰一郎        | 1993年11月16日 |
| 34   | 暁に消えた伝説                     | 會川昇         | 赤根和樹                | 赤根和樹         | 本橋秀之          | 1993年11月23日 |
| 35   | 走れ! ブルアーマー                 | 外池省二       | まつもとよしひさ        | 川島宏           | 本橋秀之          | 1993年11月30日 |
| 36   | 荒野のアイアンボウラー             | 山口亮太       | 織田美浩                | 織田美浩         | 杉浦幸次          | 1993年12月7日  |
| 37   | アイアンゴルファー                 | 五武冬史       | 四阿蔵志                | まつもとよしひさ | 柳沢哲也          | 1993年12月14日 |
| 38   | はぐれリーガーの絆                 | アミノテツロー | アミノテツロー          | 佐藤育郎         | 小森高博          | 1993年12月21日 |
| 39   | 運命の大決戦!                      | 會川昇         | 大畑清隆                | 大畑清隆         | 神志那弘志        | 1993年12月28日 |
| 40   | 燃えつきぬ闘志!                    | 山口亮太       | 日巻裕二                | 浦田保則         | 山本泰一郎        | 1994年1月4日   |
| 41   | 魂の勝利宣言                       | 稲荷昭彦       | 赤根和樹                | 織田美浩         | 本橋秀之 宮田忠明 | 1994年1月11日  |
| 42   | 激戦! ワールドツアー               | 五武冬史       | 篠原俊哉                | 高瀬節夫         | 室井聖人          | 1994年1月18日  |
| 43   | 強敵! ファイター兄弟               | 外池省二       | 山口祐司                | 浦田保則         | 杉浦幸次          | 1994年1月25日  |
| 44   | 見えない突破口                     | 稲荷昭彦       | 日巻裕二                | 川島宏           | 本橋秀之          | 1994年2月1日   |
| 45   | 打ち砕かれた魔球                   | 會川昇         | 大畑清隆                | 大畑清隆         | 神志那弘志        | 1994年2月8日   |
| 46   | 熱きチームワーク復活               | 山口亮太       | まつもとよしひさ        | まつもとよしひさ | 柳沢哲也          | 1994年2月15日  |
| 47   | 熱戦! 嵐のスタジアム               | 五武冬史       | アミノテツロー 織田美浩 | 織田美浩         | 本橋秀之 宮田忠明 | 1994年2月22日  |
| 48   | 心の霧を打ちはらえ!                | 稲荷昭彦       | 篠原俊哉                | 浦田保則         | 山本泰一郎        | 1994年3月1日   |
| 49   | 目覚めた記憶                       | 山口亮太       | 日巻裕二                | 川島宏           | 杉浦幸次          | 1994年3月8日   |
| 50   | 地上最大のキックオフ               | 會川昇         | 山口祐司                | 浦田保則         | 本橋秀之          | 1994年3月15日  |
| 51   | 終りなき大勝負!                    | 外池省二       | 赤根和樹 大畑清隆       | 大畑清隆         | 神志那弘志        | 1994年3月22日  |
| 52   | 勝利への大行進                     | 五武冬史       | 西村純二                | 織田美浩         | 本橋秀之          | 1994年3月29日  |

## OVA
『疾風戰士 在銀光的旗幟下』（しっぷう!アイアンリーガー シルバーのはたのもとに）。是描述電視版後的續集OVA系列，全5集。DVD收錄在2004年12月23日所發售的「疾風戰士 黑暗BOX」中。

### 故事大綱
在銀色堡壘隊和UN公司合併後也讓負責人因此更換、但反而因為加入新成員導致球隊改採粗暴打法、而原先的球們則變成最後才上場消化時間、形成像是配角的局面。於是麥克在忍受不了這種狀況下，決心脫隊並且要再次重組一隻真正的銀色堡壘隊而到處尋找球員們要來喚起原先的銀色堡壘隊之魂。

### OVA登場角色

#### 真銀色堡壘隊
由脫離銀色堡壘隊的麥克所組成的球隊。成員分別由麥克和脫隊的隊友以及所徵召的球員們所組成。但在對決銀色堡壘隊前安普、瓦特、薩亭等客串球員離開並且由黃金三兄弟和戰士兄弟臨時取代。
麥克雲地
由於銀色堡壘隊淪為ＵＮ公司的傀儡而決定離開、並且為了與原球隊對決而到處尋找球員。
其他成員身上原本都有銀色堡壘的標誌、但在麥克離開時自行在上面畫上標誌以表示要喚回球隊的精神。
坎文
因為過去隊友噴射西打的邀請而脫隊。但在知道麥克的計畫、以及噴射西打的勸告下讓他決定參加真銀色堡壘隊。最終戰中擋住荒野狂牛４兄弟的的必殺技『荒野狂牛蜘蛛毒針』而因此退場。
龍健
由於討厭銀色堡壘隊的現況於是進行尋找呂莉的旅行。但在知道了麥克的計畫後，找到了身為鋼鐵球員的生存之道而加入他。
祖兒
雖然和麥克一起脫隊、但卻加入有黃金三兄弟的黑金財團。但在和真銀色堡壘隊的驟死戰中，體會到自己的失策而加入他們。
席爾吉
和比特一起脫隊。在對黃金三兄弟之戰中、用身體盡力擋住３兄弟的必殺射門並且因此加入麥克他們。
瓦特
將過去的必殺技『打轉閃光火藥大轟炸』改成『打轉閃光夢幻球』而在當地棒球聯盟中獲勝、但因為麥克的邀請而與安普一起加入他們。
安普
與瓦特一起加入真銀色堡壘隊。在棒球賽中和瓦特一起組成投捕搭檔。之後與黃金三兄弟的對戰中趁機將真銀色堡壘隊交給麥克等人、並且在宣示未來會再戰後而又回到棒球賽中。
薩亭
被麥克徵召而加入。必殺射門是施展出有點微妙變化的『薩亭陰魂球』還擋住黃金貝。
黃金貝
過去將『４４超音魔球』改成『旭日爆烈神雷球』而在中央聯盟中活躍著、但由於看不慣銀色堡壘隊的墮落而向麥克它們提出挑戰。最初想讓麥克加入黑金財團來和銀色堡壘隊對戰、但在看到真銀色堡壘隊就像是當初的銀色堡壘隊後而改變主義。必殺技有『４４超音魔球』『旭日爆烈神雷球』『旭日爆烈神雷球次世代』。還有被它所封印，但為了喚醒加雷特所投出的『螺旋屠殺球』。在足球賽中則是和弟弟們一起使出『終極龍捲風射門』。
黃金寶
與黃金貝一起向真銀色堡壘隊提出挑戰、由於所想的東西一樣而決定幫助它們。個人的必殺技有『ハイパーボム』『ミラージュ・トルネード』。
黃金麥
一樣和哥哥們一起行動。雖然沒有必殺技、但在和銀色堡壘隊對戰時發揮出充滿毅力的跑壘、並且大吼出口頭禪『我是棒球選手呀』。
戰士雪碧
直到最後才在真銀色堡壘隊要反攻時登場。投出『X陽光』的進化版『X陽光特快球第二版』，但遭到太郎打出全壘打。
戰士阿諾
代替檔住荒野狂牛４兄弟的攻擊而停止運作的坎文擔任真銀色堡壘隊的捕手。

#### 銀色堡壘隊
在和UN公司合併前就將老闆和教練解職、而變成以UN公司作的球員們為主、而馬林等原成員們則變成像是客座般的角色。
馬林艾司
GZ
極十郎太
以上三人為繼續守護住銀色堡壘隊，而自願留隊。
卡雷特(ギャレット)
演：若菜一義
UN公司製的球員。擔任指揮的角色。能變成飛行形態。士兵時代的名是字G45。
殺手兄弟(キラー兄弟)
殺手B：中田和宏、殺手Q：關智一
UN公司作的雙胞胎兄弟。擅長合作打法並且裝備有電磁磁壁、火箭飛拳等武器。能用無線電控制其他球員。必殺魔球是「積分龍卷風」
荒野狂牛4兄弟(ワイルドバンカー4)
UN公司製的球員。能4台合體成四足型攻撃形態的「野性蜘蛛」並且用回旋攻擊來傷人。

#### 人類
西娜・馬特
演：荒木香惠
銀色堡壘隊新老闆。由於父親過去因為黑金財團放棄製作鋼鐵士兵而相當失意，因此讓她把鋼鐵球員們當作商品一般。將利卡特留下來並且只信任他。父親則是黃金三兄弟的設計者。後來受到麥克等人的感動後，而改觀並且和自己的球員以及GZ到宇宙各地到處去要將鋼鐵士兵找回來。
戴伊・密利翁
演：關智一
UN公司社長。吸收銀色堡壘隊、並且把它們當作是販賣鋼鐵士兵的展示台。

### 工作人員
企画：日昇動畫
原案：矢立肇
系列構成：會川昇
角色設定：二宮常雄、本橋秀之
機械設定：大河原邦男
總作画監督：本橋秀之
美術監督：東潤一
色彩設定：中山しほ子、佐々木順子
攝影監督：古林一太
音響監督：小林克良
音樂：和田薫
導演：アミノテツロー
製作：日昇動畫、萬代影視 
製作・著作：日昇動畫

### 主題曲
- 片頭曲『アイアンリーガー～限りなき使命～』

作詞：白井覚 作曲：由比正雪 編曲：湯川徹 唄：谷本憲彦
- 片尾曲『BANANA MOONの下で』

作詞：真々花子 作曲：由比正雪 編曲：湯川徹 唄：荒木香恵
- 插入曲 『BURNING STREAM』

作詞：白井覚 作曲：由比正雪 編曲：湯川徹 唄：谷本憲彦
- 插入曲『GOLD SPIRIT』

作詞：白井覚 作曲：由比正雪 編曲：湯川徹 唄：梁田清之、立木文彦、太田真一郎

### 標題
- Vol.1 再見了，朋友（1994年11月21日）
- Vol.2 約定之地（1994年12月17日）
- Vol.3 銀色的鼓動（1995年1月21日）
- Vol.4 甦醒的王牌（1995年3月25日）
- Vol.5 朋友們，再會吧（1995年4月25日）

## 遊戲
- Game Boy「疾風戰士」

1994年3月11日發售的Game Boy遊戲。是拯救被黑金財團抓到並且洗腦的同伴並且加以聚集起來的動作遊戲。
- Wii「超級機器人大戰NEO」

參戰作品。分別由馬林艾斯、麥克雲地、安普&瓦特姐妹、黃金3兄弟7台登場。另外、本作還有將帕菲(霸王大系)變成黑暗王子隊球迷、牛奶變成銀色堡壘隊球迷的獨自設定。然後帕菲會成為黑暗王子隊球迷、是受到他們和銀色堡壘隊中的最終決賽中以公平的方式對決而感動、並非是被他們的粗暴打法所吸引。

## 外部連結
- 官方網頁 （页面存档备份，存于）
- 互联网电影数据库（IMDb）上《疾風戰士》的资料（英文）